# Thomas Hart Benton (Politiker)

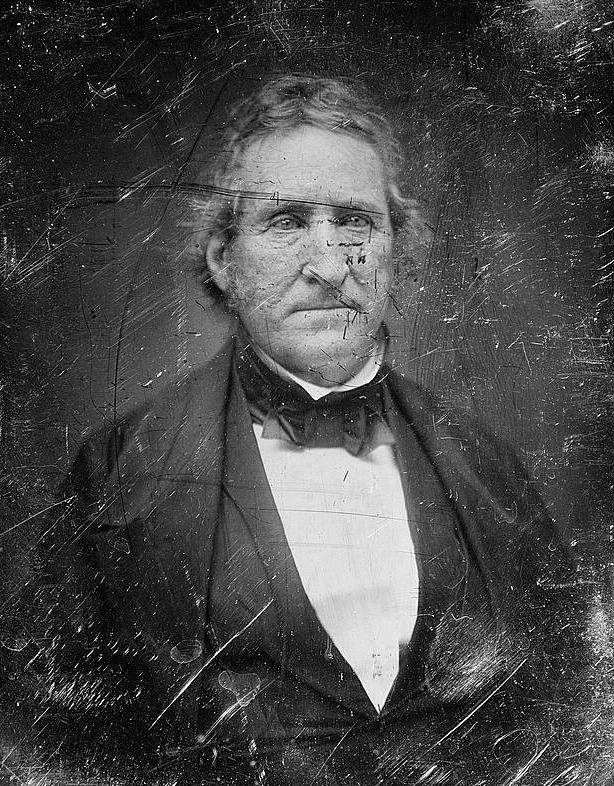
Thomas Hart Benton

Thomas Hart Benton (* 14. März 1782 auf einer Farm bei Hillsborough, North Carolina; † 10. April 1858 in Washington, D.C.) war ein US-amerikanischer Politiker. Er siedelte nach Tennessee über und wurde Anwalt und Mitglied der Regierung. Beim Ausbruch des Britisch-Amerikanischen Krieges brachte er ein Freiwilligenregiment zusammen und führte seitdem den Titel lieutenant colonel.

## Leben
Benton war der älteste Sohn von Jesse Benton († 1790), einem angesehenen Anwalt in North Carolina, der 1765 als Privatsekretär von William Tryon aus England in die Vereinigten Staaten gekommen war und dessen Frau Anne (geborene Gooch), einer Nichte Sir William Goochs (1681–1751), des ehemaligen Gouverneurs von Virginia. Sein Vater starb, als er noch ein kleiner Junge war, und seine Mutter, die aus Virginia stammte, musste ihn und seine sechs oder sieben zu dieser Zeit lebenden Geschwister allein durchbringen. Fünf der acht Benton-Kinder starben später an der Schwindsucht. Sie war eine gebildete Frau und brachte ihm viel über die Geschichte des Landes bei. Zudem hatte er Zugang zur Gerichtsbibliothek seines Vaters. Er begann seine Studien zu Hause, setzte sie an einem Gymnasium fort und begann 1799 ein Studium an der University of North Carolina at Chapel Hill, das er jedoch vorzeitig abbrach als seine Mutter beschloss, mit den Kindern in die Nähe von Nashville, Tennessee überzusiedeln, wo sein Vater ihnen ein großes Stück Land hinterlassen hatte. So brachte er sich seine Kenntnisse in den Rechtswissenschaften, der Geschichte sowie der lateinischen und englischen Literatur überwiegend durch Lesen selbst bei. Die Bentons gründeten in der Wildnis die nach ihnen benannte Ortschaft Benton. Als junger Mann kümmerte er sich zum einen um die große, von Sklaven bestellte Farm und zum anderen um die Entwicklung der Siedlung, indem er zuerst unter anderem zunächst ein Schulhaus und ein Versammlungshaus errichten ließ und später Mühlen, Straßen und Brücken. Benton schloss sein Jurastudium ab, wurde 1806 als Anwalt zugelassen und begann als Rechtsanwalt in Franklin zu praktizieren. In den Jahren 1809 bis 1811 war er Mitglied des Staatssenats und war 1811 erstmals für eine Amtszeit im Unterhaus der gesetzgebenden Körperschaft von Tennessee politisch tätig. Benton diente von 1812 bis 1815 als Adjutant von General Andrew Jackson als Offizier in einem Regiment von Freiwilligen in Tennessee, zuletzt als Oberstleutnant der 39. US-Infanterie, wobei er selbst an keinen Kampfhandlungen beteiligt war. Er hatte stattdessen das Glück, eine Kur antreten zu dürfen, die zu einer vollständigen Heilung seiner Krankheit führte, denn er hatte sich wie seine Geschwister mit der Schwindsucht angesteckt.
Nach dem Krieg ließ er sich 1815 in St. Louis im Bundesstaat Missouri als Rechtsanwalt nieder und gründete dort 1815 die demokratische Zeitschrift Missouri Argus. Durch den Erfolg, mit dem er die Aufnahme Missouris in den amerikanischen Staatenbund befürwortete, wurde er nach Konstituierung des neuen Staats 1820 zum Vertreter im US-Senat gewählt, dem er bis 1851 angehörte.
Besondere Aufmerksamkeit widmete er der Erschließung des Westens und fasste bereits den Gedanken, die Ost- und Westküste der Vereinigten Staaten durch Verkehrswege zu verbinden. Insbesondere setzte er sich für den Ausbau des Santa Fe Trail von seinem Heimatstaat Missouri ins zunächst noch mexikanische Santa Fe ein. Beim Ausbruch des Mexikanisch-Amerikanischen-Krieges überredete er Präsident James K. Polk zu den entscheidenden Schritten, die zur Einnahme von New Mexico führten.
Obwohl Benton als Senator von Missouri einen Bundesstaat vertrat, in dem die Sklaverei erlaubt war, war er der Sklaverei prinzipiell feindlich gesinnt. Das sogenannte Wilmot Proviso, welches die Ausbreitung der Sklaverei auf die von den USA neuerworbenen Territorien verbot, fand daher in ihm einen Befürworter. Zudem war er ein Hauptgegner der Calhounschen Partei, welche die Sklaverei in Kansas und Nebraska einführen wollte und überhaupt auf Lockerung der Union hinarbeitete. Mit größter Energie widersetzte er sich dem Kansas-Nebraska Act, konnte aber dessen Annahme nicht verhindern. Das Zerwürfnis mit seinem Staat zeigte sich auch darin, dass er 1850 nicht erneut in den Senat gewählt wurde; auch sein Versuch, Gouverneur von Missouri zu werden, misslang. Dafür wurde er 1852 in das Repräsentantenhaus gewählt.
Als er auch diesen Posten 1854 verlor, widmete er sich von da an seinen literarischen Beschäftigungen, besonders der Ausarbeitung seiner Erinnerungen (Thirty years' view of the senate). Daraufhin übernahm er die schwierige Aufgabe, die Verhandlungen des Kongresses von der Gründung der Republik an durchzusehen und in gedrängter Fassung herauszugeben, an deren Vollendung ihn aber der Tod hinderte.
Nach ihm ist die Stadt Bentonville in Arkansas benannt.

## Familie
Im März 1821 heiratete er Elizabeth (geborene McDowell, † 1854), eine Tochter des Offiziers James McDowell, mit der er vier Kinder hatte
- Elizabeth (1822–1895) ⚭ William Carey Jones
- Jessie Ann (1824–1902) ⚭ 1841 John Charles Frémont[3]
- Sarah (1827–1863) ⚭ Richard Taylor Jacob (1825–1903)
- John Randolph Benton (1830–1852)
- Susan Taylor Virginia (1833–8. März 1874) ⚭ 4. Juni 1855 Baron Charles Henri Philip Gauldrée De Boilleau (1823–Februar 1894)
  - Philip Boileau (1864–1917) und weitere Kinder[4]

Der Maler Thomas Hart Benton war sein Neffe.
Bentorns Leichnam wurde nach St. Louis überführt und an der Seite seiner Frau auf dem Friedhof von Bellefontaine beigesetzt.

## Chronologischer Lebenslauf
- 14. März 1782: Geburt nahe Hillsborough
- 1790: Tod seines Vaters
- 1798: Umzug mit seiner Mutter und den jüngeren Geschwistern nach Tennessee, in der Nähe von Franklin und Nashville in die Wildnis, Leben als Baumwollfarmer
- 1811: Wahl zum Mitglied der gesetzgebenden Körperschaft und Zulassung als Anwalt in Tennessee
- 1812–1815: zunächst Dienst als Oberst der Miliz und ab 1813 als Oberstleutnant der regulären Armee
- 1815: Umzug nach St. Louis und Fortsetzung der Tätigkeit als Rechtsanwalt
- 1820: Wahl zum Senator der Vereinigten Staaten
- 1821: Heirat mit Elizabeth McDowell und Bezug seines Sitzes im Senat
- 1824: Unterstützung von Henry Clay bei den Präsidentschaftswahlen
- 1828: Unterstützung von Andrew Jackson bei den Präsidentschaftswahlen
- 1831–1833: Ablehnung mehrerer Maßnahmen und Beschlüsse
- 1834: Sicherung der Verabschiedung des Gesetzentwurfs zur Gründung der Spezies Standards (Goldstandard, Silberstandard)
- 1837: Beitrag zur Verabschiedung einer Resolutionen, um das Misstrauensvotum gegen Präsident Jackson aus den Aufzeichnungen des Senats zu löschen
- 1842: Ablehnung der neuen Banknote von Clay
- 1843: Bei der Explosion an Bord der Princeton entgeht er nur knapp dem Tod[7]
- 1845–1850: Ablehnung mehrerer Maßnahmen und Beschlüsse
- 1850: Seine sechste Amtszeit im Senat wird aufgrund seiner Weigerung, die Knie vor den Sklavenhaltern in Missouri zu beugen abgelehnt
- 1851: Ende der Karriere im Senat nach dreißigjähriger Tätigkeit
- 1852: Wahl in das Repräsentantenhaus für den Bezirk von St. Louis
- 1854: Niederlage bei der Wahl ins Repräsentantenhaus und Tod seiner Frau
- 1856: Niederlage als unabhängiger Kandidat für das Amt des Gouverneurs von Missouri
- 1858: 10. April 1858 Tod nach einem Krebsleiden in Washington[8]

## Publikationen (Auswahl)
- Thirty years’ view, or, A history of the working of the American government for thirty years from 1820 to 1850. 2 Bände. D. Appleton, New York 1856 (englisch, archive.org, archive.org).
- Speech of Hon. Thomas H. Benton, of Missouri, on his motion to postpone the operation of the Bankrupt act. Washington, D.C. 1842, OCLC 820329306.